# Wardiaceae
Wardiaceae là một họ rêu trong bộ Dicranales.